# Paya Tunong
Paya Tunong is een bestuurslaag in het regentschap Pidie Jaya van de provincie Atjeh, Indonesië. Paya Tunong telt 187 inwoners (volkstelling 2010).